# Santa Maria della Pace (Palermo)

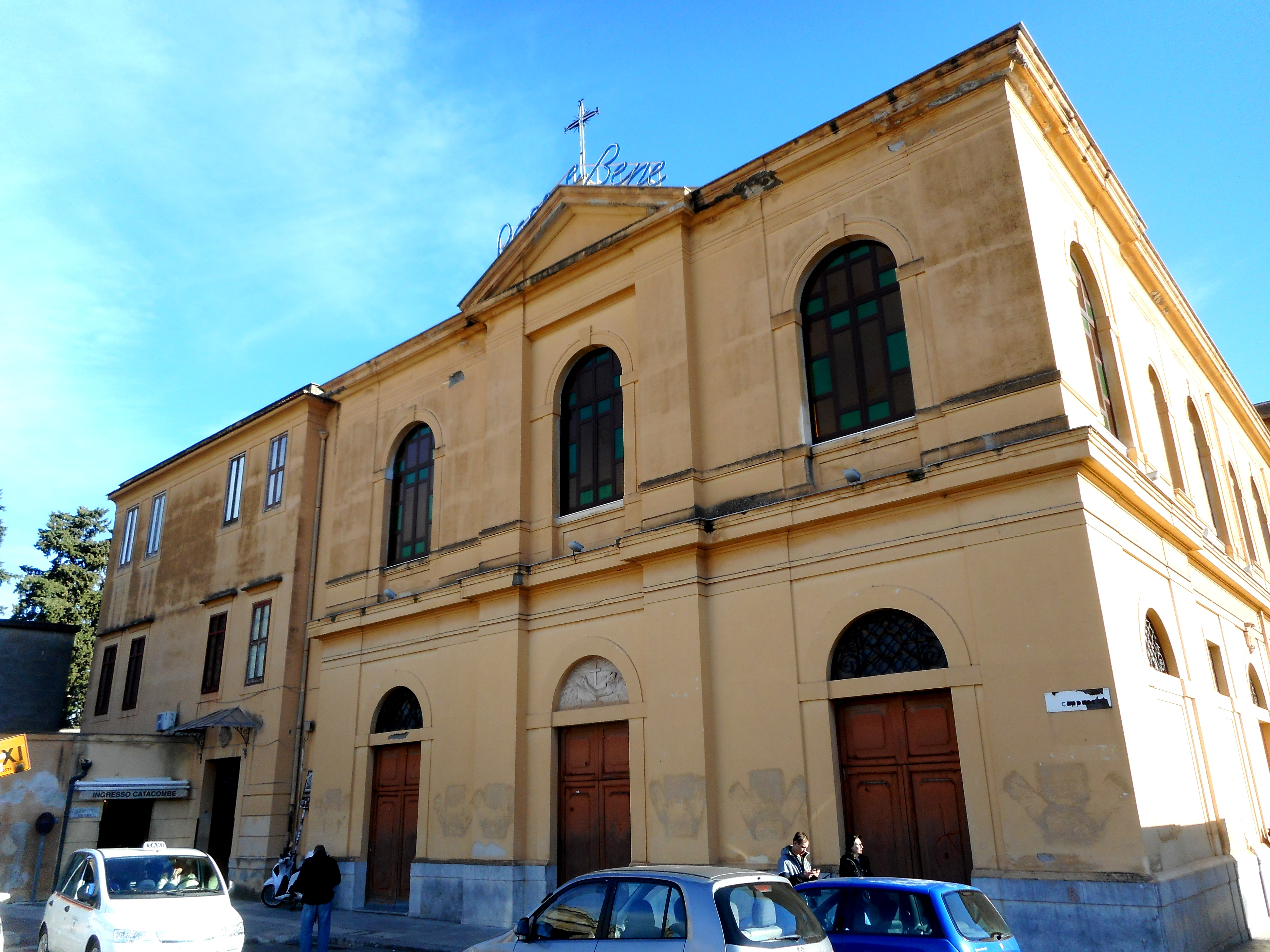
Santa Maria della Pace

Santa Maria della Pace ist eine barocke Klosterkirche in Palermo.

## Baugeschichte
An der heutigen Piazza Cappuccini, damals außerhalb der Stadt gelegen, wurde in normannischer Zeit zum Gedenken an den Frieden zwischen den beiden Brüdern Roger Borsa und Bohemund von Tarent die kleine Kirche Santa Maria della Pace erbaut. Kurz nach der Anerkennung des Ordenszweigs der Kapuziner (1528) durch Papst Clemens VII. ließen sich 1533 Kapuziner an dieser Stelle nieder und bauten erste Klostergebäude. Es handelt sich hierbei um das erste Kloster des franziskanischen Reformordens auf sizilianischem Boden.
1565 entschloss man sich zu einem Neubau von Kloster und Kirche, der erst 1623 abgeschlossen war. Ab 1599 wurde dem Kloster eine weitläufige unterirdische Grablege, die berühmte Kapuzinergruft beigefügt. Das heutige Aussehen verdankt die Kirche einer rigorosen Erneuerung im Jahre 1934. Das Innere der dreischiffigen Kirche ist eher schlicht. Der Bilderschmuck stammt aus der Zeit des späten 18. und frühen 19. Jahrhunderts. Der Altar wurde von einem Ordensbruder 1854 geschnitzt. Die beiden Kruzifixe in den Seitenschiffen stammen aus dem 18. Jahrhundert.